# زمام
الزَمّامية أو الزَمّام أو زَمّام الآدر الشريفة من أهم الوظائف خلال العصر المملوكي، حيث تأتي في المرتبة السادسة عشر ضمن الوظائف العسكرية بحضرة سلطان المماليك وفقا لما ذكره القلقشندي، وتأتي أهمية تلك الوظيفة لارتباطها بالإشراف على دور الحريم السلطانية وتحمل المسئولية عن كل ما يتعلق بها، وبالتالي فقد كان يشترط في الموظف أو الأمير الذي يتولاها أن يكون من الأشخاص المقربين للسلطان للدرجة التي تجعله يضع ثقته فيه وتكليفه بالإشراف على كافة شئون نسائه.

## مقدمة
تميز العصر المملوكي بتعدد الوظائف العسكرية والإدارية والديوانية والدينية، وربما يرجع ذلك إلى النظام الإداري الجديد الذي وضعه الظاهر بيبرس في بدايات عصر المماليك، وقيامه باستحداث عدد من الوظائف المهمة من أجل ضبط أحوال وشئون الدولة، وبعد ذلك قام كل من المنصور سيف الدين قلاوون وولده الناصر محمد بن قلاوون بالسير على نفس النهج من خلال قيامهما باستحداث عدد آخر من الوظائف، مما أدى إلى تنوع تلك الوظائف واكتسابها أهمية كبيرة خلال عصر سلاطين المماليك. وتعد وظيفة "الزمام" أو "زمام الآدر الشريفة" من أهم الوظائف خلال العصر المملوكي، حيث تأتي في المرتبة السادسة عشر ضمن الوظائف العسكرية بحضرة سلطان المماليك وفقا لما ذكره القلقشندي، وتأتي أهمية تلك الوظيفة لارتباطها بالإشراف على دور الحريم السلطانية وتحمل المسئولية عن كل ما يتعلق بها، وبالتالي فقد كان يشترط في الموظف أو الأمير الذي يتولاها أن يكون من الأشخاص المقربين للسلطان للدرجة التي تجعله يضع ثقته فيه وتكليفه بالإشراف على كافة شئون نسائه.

## تعريف الزمام
الزَمّام (بفتح الزاي وتشديد الميم) عبارة عن كلمة عربية وردت بمعنى القائد أو المشرف، وقد اشتقت من "زمام البعير" أي الحبل أو الخيط الذي يمسك به البعير أو الذي يقاد منه. وترجع بداية استخدام كلمة "الزمام" كوظيفة إلى أيام الدولة الغزنوية خلال العصر العباسي، حيث عرفت بمعنى المشرف أو الناظر، ثم استمر استخدامها بنفس المدلول خلال العصر الفاطمي. وبعد ذلك ظهر لفظ "الزمام" في العصر المملوكي للدلالة على وظيفة من أهم الوظائف التي كانت موجودة خلال تلك الفترة، حيث كانت مهمة الشخص الذي يشغل هذه الوظيفة تتمثل في الإشراف على أمور حريم السلطان، ومن المرجح أن بداية ظهور تلك الوظيفة خلال عصر المماليك يرجع إلى عهد السلطان المنصور سيف الدين قلاوون، حيث أنها لم تكن ضمن الوظائف التي تم استحداثها خلال عصر الظاهر بيبرس كما يذكر ابن تغري بردي. وتجدر الإشارة إلى أن هذه الوظيفة قد وردت بعدة صيغ أخرى سواء في الكتابات الأثرية أو في كتب المؤرخين والآثاريين وذلك للإشارة إلى نفس المعنى، مثل: زمام دار أو زمام الآدر الشريفة أو زمام الدور السلطانية، وقد كانت تجمع على "زمامية" كغيرها من الوظائف الأخرى خلال تلك الفترة مثل الخازندارية، الدوادارية، الجمدارية وغيرها.
وقد أشار القلقشندي إلى رأي آخر مختلف فيما يخص الأصل اللغوي للفظ الزمام حيث يذكر أنه مشتق من الكلمة الفارسية "زنان" بمعنى "نساء"، وقد أضيف اليها المصطلح الفارسي "دار" بمعنى "ممسك" ليصبح مصطلح "زنان دار" بمعنى "ممسك النساء أو المشرف على النساء" أي المنوط به حفظ الحريم، وبالتالي يرى القلقشندي أن هذا المصطلح قد استخدم للدلالة على أحد موظفي القصر السلطاني خلال العصر المملوكي كانت مهامه تتلخص في الإشراف على شئون الحرم السلطاني، ولذا فقد كان يقف على باب ستارة السلطان، وهو الباب الخاص بحريم السلطان حيث كان يشار للمرأة الجليلة بالستارة التي تنصب على بابها كحجاب، ويذكر القلقشندي أن هذا اللفظ قد تحرف مع الوقت حيث استبدل العامة حرف النون الموجود في كلمة زنان بحرف الميم، ومن ثم صاروا ينطقونه "زمام دار".
ورغم اختلاف الآراء حول الأصل اللغوي لهذه الوظيفة، إلا أن غالبية الباحثين يتفقون مع الرأي القائل بأنها ذات أصل عربي، وما يؤيد ذلك أن لفظ زمام قد أضيف إليه عدة كلمات أخرى للدلالة على الموظف المسئول عن شئون الحريم في القصر السلطاني، فأحيانا ما أضيف اليه المصطلح الفارسي "الآدر" أو " الآدر الشريفة" بمعنى حريم السلطان أو البيوت التي يعيشون فيها، وفى بعض الاحيان الأخرى أضيف إليه اللفظ العربي "الدار" – سواء كان معرفا أو بدون التعريف – وكذلك مصطلح "الدور السلطانية" وذلك للدلالة على بيوت النساء أو الموضع الذى يتواجد به الحريم السلطانية، وهو ما يرجح القول السائد بأن كلمة زمام ذات أصول لغوية عربية، ولعل ما يؤكد ذلك دخولها به الحريم السلطانية في تكوين وظائف أخرى مركبة وذلك لتعطى معنى المشرف أو الناظر أو المسئول عن، مثل: زمام الدواوين، زمام الأشراف، زمام الوقف، زمام الرجال، و زمام الأقارب، هذا بالاضافة إلى دخولها في بعض الألقاب الفخرية مثل زمام الدولة.

## أهمية وظيفة الزمام واختصاصتها
تعد وظيفة الزمام واحدة من الوظائف ذات الأهمية الكبيرة خلال العصر المملوكي، حيث كان يشغلها أحد كبار الخدام أو الطواشية وأعلاهم قدرا، وقد كانت هذه الوظيفة تحتل المرتبة السادسة عشر من بين وظائف العسكريين، وكان يشترط في شاغلها أن يكون من ضمن أمراء الطبلخاناه، كما كان يعين له نائبا يشغل رتبة أمير عشرة، وهو ما يبرهن على مدى أهمية تلك الوظيفة ومكانتها خلال عصر المماليك وخاصة خلال فترة المماليك الجراكسة، حيث كان شاغلها يرأس طائفة من الخدام تسمى بطبقة الزمامية وذلك حتى يقوموا بمعاونته في أداء المهام المتعددة المنوط به إنجازها، وبالتالي صار له شأن كبير في الحياة السياسية ومكانة رفيعة وكلمة مسموعة ضمن حاشية السلطان، كما وصل بعض شاغلي هذه الوظيفة عبر تاريخ المماليك إلى درجة كبيرة من الثراء والغنى الفاحش. وتجدر الإشارة إلى أن أمراء المماليك قد حاكوا سلاطينهم من خلال اتخاذهم زمامية في بيوتهم وذلك للإشراف على كافة الأمور الخاصة بنسائهم.
وفيما يخص مهام واختصاصات من يشغل هذه الوظيفة، فقد كان منوطا به أن يرعى شئون نساء السلطان ويلبي احتياجاتهم، بالاضافة إلى مخاطبته بشأن متعلقات حريم السلطان وكذلك متعلقات أولاده، هذا إلى جانب التحدث على باب ستارة السلطان الخاص بمقر حريمه.

## صفات الشخص الذي يعين في وظيفة الزمام
نظرا لأهمية هذه الوظيفة وحساسيتها لارتباطها بالإشراف على شئون النساء، فقد كان يشترط فيمن يشغلها أن يكون أهلا لثقة السلطان أو الأمير به من خلال تمتعه ببعض الصفات الشخصية، وهي:
- أن يتمتع بقدر كبير من التدين والأخلاق الحميدة، ولذلك فقد ارتبط الزمام في بعض الاحيان بشغل وظيفة أخرى ذات مكانة دينية كبيرة وهي شيخ مشايخ السادة الخدام بالحرم النبوي.[21]
- مراعاة الأدب مع الحريم وغض البصر عما يخصهن.
- تقديم النصح والمشورة لصاحب البيت سواء كان سلطانا أو أميرا.
- الإلتزام بمنع أرباب الفجور من العجائز وغيرهن من الدخول على الحريم اللاتي يشرف عليهن.
- أن يكون قادرا على حماية حريم السلطان وأولاده والحفاظ عليهم في حالة حدوث اضطرابات أو فتن.
- أن يكون أمينا نظيف اليد نظرا لمسئوليته عن متعلقات بيوت الحريم، ولذلك فقد كان شاغل هذه الوظيفة غالبا ما يجمع بينها وبين وظيفة الخازندار،[22] وهو ما شاع حدوثه خلال العصر المملوكي الجركسي.

## أبرز الشخصيات التي استقرت في وظيفة الزمام خلال عصر المماليك

### عنبر المنصوري المعروف ب"عنبر الأكبر"[23]
هو زين الدين عنبر الطواشي المنصوري، من أصل تكروري، وقد عين زماما للآدر السلطانية في عصر المنصور قلاوون وظل يشغل هذه الوظيفة طوال عصره وعصور خلفائه حتى توفى يوم الأربعاء الموافق 14 جمادى الأولى سنة 724هـ / 1324م في فترة الحكم الثالثة للناصر محمد بن قلاوون.
وقد بدأ حياته في خدمة المنصور قلاوون لذلك أطلق عليه "عنبر المنصوري"، ونظرا لتمتعه بقدرات مميزة وصفات شخصية محببة لدى المنصور قالوون فقد وصل إلى مكانة عالية وصار من كبار الخدام وأماثلهم خلال عصره وعصور من خلفوه، حيث تذكر المصادر التاريخية أنه كان يتمتع بنفوذ كبير وكلمة مسموعة عند القائمين إدارة شئون البالد خلال تلك الفترة لذلك كان يعرف بـ "عنبر الأكبر".

### كافور الهندي[24]
هو الأمير شبل الدولة أبو المسك كافور بن محمد بن أحمد بن عبد الله الطواشي الهندي الزمردي الناصري، من أصل هندي، كان من مماليك السلطان الناصر محمد بن قلاوون الذى أعتقه وجعله من خواصه وخدامه المقربين، حيث علا شأنه كثيرا حتى تولى وظيفة الدوادارية وهي مكانة لم يبلغها أحد من خدام الناصر محمد، وقد حافظ كافور الهندي على هذه المكانة المرموقة في عصور خلفاء الناصر محمد حتى عين في وظيفة زمام الآدر السلطانية في عصر السلطان حسن، وقد ظل يشغلها حتى عصر السلطان الأشرف شعبان بن حسين حينما تركها وعين نائبا لمقدم المماليك السلطانية، وقد حل محله في وظيفة الزمامية ياقوت الشيخي الحبشي، وقد توفي كافور الهندي سنة 786هـ/ 1385م بعد أن عمر كثيرا حيث كان عمره يقترب من المائة سنة، ودفن في قبته التي أعدها لنفسه بالقرافة.
وتذكر المصادر التاريخية أنه خلف مالًا وفيرًا وعمر أملاكًا عديدة، وكان أديبًا شاعرًا حسن المحاضرة، هذا بالإضافة إلى عشقه الكبير في اقتناء الكتب النفيسة، لدرجة أنه أوصى بأن تدفن معه في تربته بعد وفاته.

### ياقوت الشيخي الحبشي[27]
هو الأمير افتخار الدين ياقوت بن عبد الله الشيخي الطواشي الحبشي، من أصل حبشي، وقد كان من كبار الخدام في الدولة المصرية خلال عصر السلطان الأشرف شعبان بن حسين، والذي أنعم عليه بوظيفة الزمامية خلفا لكافور الهندي، وقد ظل يشغلها حتى رقاه السلطان وأخلع عليه بوظيفة مقدم المماليك السلطانية خلفا للأمير مثقال الدين الأنوكى سنة (776هـ/1374م)، وقد استقر فيها لمدة عام تقريبا حيث وافته المنية سنة (777هـ/1375م).